# Тимашков, Александр Эрастович
Алекса́ндр Эра́стович Тимашко́в (родился в 1903 году, Мстиславль, Могилёвская губерния, Российская империя — умер, предположительно, в 1975 году) — сотрудник советских органов госбезопасности, подполковник госбезопасности, один из ведущих разработчиков оперативной техники в ИНО ОГПУ — ГУГБ НКВД.

## Биография
Родился в 1903 году в городе Мстиславль, Российская империя (ныне Республика Беларусь). В армии с 1923 года.
В 1930-е годы — начальник Отделения оперативной техники ИНО ОГПУ. В 1938 году отвечал за организацию технической подготовки при ликвидации лидера ОУН Е. Коновальца (подготовка взрывного устройства). Взрывное устройство было замаскировано под коробку с конфетами. Принцип его действия заключался в том, что устройство включалось после перевода коробки из вертикального положения в горизонтальное. Взрыв должен был произойти через полчаса после этого, что давало возможность уйти до того, как мина сработает. Тимашков сопровождал Судоплатова до Роттердама, где должно быть осуществлено покушение.
В 1941—1942 годах занимался разработкой оперативной техники в НКВД. В 1942 году — один из участников неудавшейся попытки устранения немецкого посла в Турции Франца фон Папена.
С 1943 года — начальник Отдела технического обеспечения НКВД СССР. Под его руководством была изготовлена мина для уничтожения руководителя оккупационной администрации Германии в Белоруссии Вильгельма Кубе в 1943 году.
В 1945 году Тимашков выехал в Грецию советником МГБ СССР при руководстве греческого партизанского движения Демократическая армия Греции.
По неподтвержденным данным, умер в 1975 г. Похоронен на Таировском кладбище г. Одессы (центральная аллея, слева по ходу, второй ряд могил, где-то посередине аллеи).

## Награды
Награждён: орденом Отечественной войны II степени (25.10.43); медалью «За отвагу» (20.09.43); медалью «Партизану Отечественной войны» I степени (20.08.44); медалью «За победу над Германией в Великой Отечественной войне 1941—1945 гг.» (09.05.1945).

## Комментарии
1. ↑  Было учтено, что Евгений Коновалец любит сладкое.
2. ↑  Изготовленное Тимашковым безоболочечное взрывное устройство взорвалось в руке болгарского боевика.
3. ↑  В соответствии с легендой, в качестве жены Тимашкова выехала гречанка Ифигения Анисимова[3].